# Альгіс Уждавініс
Альгіс Уждавініс (лит. Algis Uždavinys; 1962—2010) — литовський філософ і вчений. У його роботах був вперше проведений герменевтичний порівняльний аналіз єгипетської і грецької релігій, особливо їх езотеричного відношення до семітських релігій. Займався вивченням внутрішнього аспекту ісламу (суфізму). Його книги були опубліковані литовською, російською, англійською та французькою мовами, включаючи переклади Плотіна, Фрітьофа Шуона і Ананди Кумарасвамі.

## Ранні роки
Народився Альгіс Уждавініс 26 квітня 1962 року у Вільнюсі, виріс в місті Друскінінкай на річці Німан в південній частині Литви. Потім переїхав до Вільнюса, де навчався в Державному художньому інституті Литовської РСР (нині Вільнюська академія мистецтв).

## Кар'єра
Після закінчення університету познайомився з працями і авторами традиціоналістської або перенніалістської школи, і це вплинуло на його порівняльне тлумачення, зокрема, на його дослідження по суфізму, давньоєгипетській релігії, і його твердження про істотну наступність грецької філософської традиції від Піфагора до останніх неплатоників. Це останнє твердження було явно зроблено під впливом П'єра Адо.
Уждавініс був активним членом редколегії журналу Acta Orientalia Vilnensia і завідувачем кафедри гуманітарних наук Каунаського факультету Вільнюської академії мистецтв. Як художній критик, філософ та інтелектуал, він був помітною фігурою в культурному житті Литви. У 2008 році він був науковим співробітником університету Ла Троб в Бендіго, Австралія.
Він був членом Міжнародного товариства Неоплатоністських досліджень та Асоціації литовських художників. Постійно публікувався в таких журналах як Sacred Web (Ванкувер) і Sophia (Вашингтон).

## Смерть
Уждавініс помер уві сні від серцевого нападу 25 липня 2010 року в його рідному селі Кабеляй.

## Твори

### Книги
- The Golden Chain: An Anthology of Platonic and Pythagorean Philosophy (World Wisdom, 2004) ISBN 978-0-941532-61-7. Introduction [Архівовано 5 квітня 2012 у Wayback Machine.].
- Philosophy as a Rite of Rebirth: From Ancient Egypt to Neoplatonism (The Matheson Trust and Prometheus Trust, 2004) ISBN 978-1-898910-35-0. A free sizeable excerpt [Архівовано 19 жовтня 2016 у Wayback Machine.].
- The Heart of Plotinus: The Essential Enneads (World Wisdom, 2009) ISBN 978-1-935493-03-7.
- Philosophy and Theurgy in Late Antiquity (Sophia Perennis, 2010) ISBN 978-1-59731-086-4
- Ascent to Heaven in Islamic and Jewish Mysticism (The Matheson Trust, 2011) ISBN 978-1-908092-02-1. PDF excerpt [Архівовано 19 лютого 2018 у Wayback Machine.]
- Orpheus and the Roots of Platonism (The Matheson Trust, 2011) ISBN 978-1-908092-07-6. PDF excerpt [Архівовано 15 грудня 2017 у Wayback Machine.]

#### Монографії на литовській
- Labyrinth of Sources. Hermeneutical Philosophy and Mystagogy of Proclus, Vilnius: Lithuanian State Institute of Philosophy and Sociology, Eurigmas, 2002. (ISBN 9986-523-88-5).
- Hellenic Philosophy from Numenius to Syrianus, Vilnius: Lithuanian State Institute of Culture, Philosophy, and Arts, 2003. (ISBN 9986-638-40-2).
- The Egyptian Book of the Dead, Kaunas: Ramduva. (ISBN 978-9955-524-06-9).
- Hermes Trismegistus: The Way of Wisdom, Vilnius: Sophia, 2005. (ISBN 9986-9351-3X).

### Розділи
- "From Homer to the Glorious Qur'an: Hermeneutical Strategies in the Hellenistic and Islamic Traditions, " Sacred Web, vol. 11, 2003.
- "The Egyptian Book of the Dead and Neoplatonic Philosophy, " History of Platonism, Plato Redivivus, eds. Robert Berchman and John Finamore. New Orleans: University Press of the South, 2005.
- "Chaldean Divination and the Ascent to Heaven, " in Seeing with Different Eyes: Essays in Astrology and Divination, eds. Patrick Curry and Angela Voss, Cambridge: Cambridge Scholars Publishing, 2007.

### Статті
- «Putting on the Form of the Gods: Sacramental Theurgy in Neoplatonism» [Архівовано 4 жовтня 2018 у Wayback Machine.], Sacred Web vol. 5, 2000, pp.107-120.
- «Sufism in the Light of Orientalism», Research Institute of Culture, Philosophy, and Arts, 2007.
- «Voices of Fire: Understanding Theurgy» [Архівовано 5 вересня 2008 у Wayback Machine.], Eye of the Heart, Vol 1, 2008.
- «Metaphysical symbols and their function in theurgy» [Архівовано 14 вересня 2012 у Wayback Machine.], Eye of the Heart, Vol 2, 2008.